# Bonțida
Bontida là một xã thuộc hạt Cluj, România. Dân số thời điểm năm 2002 là 4734 người.